# 외국 (행정)
외국(일본어: 外局 가이쿄쿠[*])은 내국(内局)에 대응하는 일본의 행정 조직으로서 부(府)·성(省) 아래에 위치하면서 특수 업무 또는 전문적인 업무를 담당하는 기관이다. 청(庁)과 위원회(委員会), 두가지로 나눌 수 있다.

## 소개
일본 정부의 행정 조직은 현재 1부(府) 11성(省)으로 갖춰지고 있다. 각각의 부와 성에는 대신관방(大臣官房) 및 국(局) 또는 부(部)가, 그 아래에는 과(課) 또는 실(室)이 위치해 있다. 외국은 여기에서 말하는 '국'과 거의 동급의 업무를 맡지만 그 업무가 특수성과 전문성을 요구하기 때문에 어느 정도 독립한 기관으로서 설치된 행정 기관이다.

## 업무
청(庁)의 장(長)은 장관(長官), 위원회의 장은 위원장(委員長)이며, 장관이나 위원장은 외국 내(內) 공무원·직원에 대해 임명권을 가진다. 이는 부와 성에 대해 독립성을 유지하게 한다. 한편, 장관이나 위원장 자신에 대한 임명권은 내각이 가지고 있는 게 아니라 대신(大臣)이 가지고 있으며 또한 부령(府令)·성령(省令)을 발령하지 못한다(하지만 규칙이나 고시의 제정은 가능하다.). 부령과 성령을 발령하려면 대신에게 발령을 의뢰해야 하며 또한 담당 부·성의 지휘하에 있게 된다. 예외적으로 해상보안청은 단독으로 청령(庁令)을 발령할 수 있지만, 부·성령 보다 하위 법령이며 실질적으로 규칙과 거의 같다. 또, 어느 정도 독립된 기관이라 하더라도 담당 부·성의 대신의 지휘를 벗어나면서 권한을 행사하는 것은 인정되지 않는다.
다만, 내각부의 외국은 내각부 설치법 제49조에 의해서, 성의 외국은 국가행정조직법 제3조 제3항 및 별표 제1항에 정해진 것 뿐이다. 그래서 '청'이나 '위원회'라는 명칭을 사용하고 있더라도 궁내청과 경찰청, 검찰청, 항공·철도 사고 조사위원회는 외국이 아니다.

## 역사
1948년에 국가행정조직법이 시행되기 전, 외국은 '청'이나 '위원회'라고 정해지지 않았다. 이 시기에는 내무성의 사회국·위생국, 궁내성의 내대신부·장전직(掌典職), 후생성의 인양원호청(引揚援護庁), 육군성의 육군병기본부, 해군성의 함정본부 등이 존재했다.

## 같이 보기
- 일본의 행정기관
- 일본의 국가기관